# Temporada 1993-94 de los Milwaukee Bucks
La temporada 1993-94 fue la vigesimosexta de los Milwaukee Bucks en la NBA. La temporada regular acabó con 20 victorias y 62 derrotas, ocupando el decimotercer puesto de la Conferencia Este, no logrando clasificarse para los playoffs.

## Elecciones en elDraft
| Ronda | Puesto | Jugador   | Posición | Nacionalidad   | Universidad |
| ----- | ------ | --------- | -------- | -------------- | ----------- |
| 1     | 8      | Vin Baker | Pívot    | Estados Unidos | Hartford    |

## Temporada regular
| División Central      | División Central | División Central | División Central | División Central | División Central | División Central | División Central | División Central |
| Equipo                | G                | P                | %                | PD               | Casa             | Fuera            | Div              |                  |
| --------------------- | ---------------- | ---------------- | ---------------- | ---------------- | ---------------- | ---------------- | ---------------- | ---------------- |
| y-Atlanta Hawks       | 57               | 25               | .695             | –                | 36–5             | 21–20            | 21–7             |                  |
| x-Chicago Bulls       | 55               | 27               | .671             | 2                | 31–10            | 24–17            | 21–7             |                  |
| x-Indiana Pacers      | 47               | 35               | .573             | 10               | 29–12            | 18–23            | 15–13            |                  |
| x-Cleveland Cavaliers | 47               | 35               | .573             | 10               | 31–10            | 16–25            | 16–12            |                  |
| Charlotte Hornets     | 41               | 41               | .500             | 16               | 28–13            | 13–28            | 12–16            |                  |
| Detroit Pistons       | 20               | 62               | .244             | 37               | 10–31            | 10–31            | 4–24             |                  |
| Milwaukee Bucks       | 20               | 62               | .244             | 37               | 11–30            | 9–32             | 9–19             |                  |

## Estadísticas

### Temporada regular
| Rk | Jugador          | Edad | P  | PT | MP   | TC  | TCI  | %TC  | T3  | T3I | %T3  | TL  | TLI | %TL   | RO  | RD  | RT  | AS  | RB  | TAP | BP  | FP  | PTS  |
| -- | ---------------- | ---- | -- | -- | ---- | --- | ---- | ---- | --- | --- | ---- | --- | --- | ----- | --- | --- | --- | --- | --- | --- | --- | --- | ---- |
| 1  | Frank Brickowski | 34   | 43 | 40 | 33.5 | 5.8 | 12.1 | .482 | 0.1 | 0.4 | .167 | 3.4 | 4.4 | .775  | 1.2 | 5.3 | 6.5 | 3.8 | 1.2 | 0.4 | 2.9 | 3.8 | 15.2 |
| 2  | Vin Baker        | 22   | 82 | 63 | 31.2 | 5.3 | 10.6 | .501 | 0.0 | 0.1 | .200 | 2.9 | 5.0 | .569  | 3.4 | 4.2 | 7.6 | 2.0 | 0.7 | 1.4 | 2.0 | 2.8 | 13.5 |
| 3  | Ken Norman       | 29   | 82 | 75 | 31.0 | 5.0 | 11.2 | .448 | 0.8 | 2.3 | .333 | 1.1 | 2.2 | .503  | 2.1 | 4.0 | 6.1 | 2.7 | 0.7 | 0.6 | 1.8 | 2.5 | 11.9 |
| 4  | Eric Murdock     | 25   | 82 | 76 | 30.9 | 5.8 | 12.4 | .468 | 0.8 | 2.0 | .411 | 2.9 | 3.5 | .813  | 1.1 | 2.1 | 3.2 | 6.7 | 2.4 | 0.1 | 2.5 | 2.3 | 15.3 |
| 5  | Blue Edwards     | 28   | 82 | 64 | 28.3 | 4.7 | 9.8  | .478 | 0.5 | 1.3 | .358 | 1.8 | 2.3 | .799  | 1.3 | 2.7 | 4.0 | 2.1 | 1.0 | 0.3 | 1.8 | 2.9 | 11.6 |
| 6  | Todd Day         | 24   | 76 | 39 | 28.0 | 4.6 | 11.1 | .415 | 0.4 | 1.9 | .223 | 3.0 | 4.4 | .698  | 1.5 | 2.6 | 4.1 | 1.8 | 1.4 | 0.7 | 1.7 | 2.9 | 12.7 |
| 7  | Anthony Avent    | 24   | 33 | 20 | 21.1 | 2.8 | 6.9  | .404 | 0.0 | 0.0 |      | 1.8 | 2.4 | .772  | 1.8 | 2.8 | 4.7 | 1.0 | 0.5 | 0.6 | 1.3 | 1.8 | 7.4  |
| 8  | Lee Mayberry     | 23   | 82 | 6  | 18.0 | 2.0 | 4.9  | .415 | 0.5 | 1.5 | .345 | 0.7 | 1.0 | .690  | 0.3 | 0.9 | 1.2 | 2.6 | 0.6 | 0.0 | 1.2 | 1.4 | 5.3  |
| 9  | Jon Barry        | 24   | 72 | 7  | 17.3 | 2.2 | 5.3  | .414 | 0.4 | 1.6 | .278 | 1.3 | 1.7 | .795  | 0.5 | 1.5 | 2.0 | 2.3 | 1.4 | 0.2 | 1.2 | 1.5 | 6.2  |
| 10 | Derek Strong     | 25   | 67 | 11 | 16.9 | 2.1 | 5.1  | .413 | 0.0 | 0.2 | .231 | 2.4 | 3.1 | .772  | 1.6 | 2.6 | 4.2 | 0.7 | 0.6 | 0.2 | 0.9 | 1.0 | 6.6  |
| 11 | Brad Lohaus      | 29   | 67 | 2  | 14.4 | 1.5 | 4.2  | .363 | 0.7 | 2.0 | .343 | 0.3 | 0.4 | .690  | 0.5 | 1.7 | 2.2 | 0.9 | 0.4 | 0.8 | 0.9 | 2.1 | 4.0  |
| 12 | Danny Schayes    | 34   | 23 | 6  | 10.0 | 0.6 | 2.0  | .304 | 0.0 | 0.0 |      | 0.9 | 1.0 | .955  | 0.7 | 1.3 | 2.0 | 0.2 | 0.2 | 0.3 | 0.6 | 1.2 | 2.1  |
| 13 | Joe Courtney     | 24   | 19 | 0  | 9.3  | 1.4 | 3.7  | .386 | 0.1 | 0.2 | .667 | 0.5 | 0.8 | .600  | 0.7 | 0.8 | 1.5 | 0.3 | 0.4 | 0.3 | 0.6 | 1.1 | 3.4  |
| 14 | Anthony Cook     | 26   | 23 | 0  | 8.7  | 1.1 | 2.3  | .491 | 0.0 | 0.0 | .000 | 0.4 | 1.1 | .400  | 0.9 | 1.6 | 2.4 | 0.2 | 0.1 | 0.5 | 0.5 | 1.0 | 2.7  |
| 15 | Mike Gminski     | 34   | 8  | 1  | 6.8  | 0.6 | 3.0  | .208 | 0.0 | 0.0 |      | 0.4 | 0.5 | .750  | 0.4 | 1.5 | 1.9 | 0.0 | 0.0 | 0.4 | 0.3 | 0.4 | 1.6  |
| 16 | Greg Foster      | 25   | 3  | 0  | 6.3  | 1.3 | 2.3  | .571 | 0.0 | 0.0 |      | 0.7 | 0.7 | 1.000 | 0.0 | 1.0 | 1.0 | 0.0 | 0.0 | 0.3 | 0.3 | 1.0 | 3.3  |

## Galardones y récords
| Jugador   | Galardón                            |
| Vin Baker | Mejor quinteto de rookies de la NBA |